# Holländskt kallblod
Det holländska kallblodet är en tyngre hästras som utvecklades i Nederländerna så sent som efter första världskriget. Rasen är en tung arbetshäst som utvecklades främst för de tunga, sandiga markerna och små jordbruken vid kusterna. Rasen upplevde en ganska kort period där de snabbt ökade i popularitet för att sedan minska kraftigt i och med mekaniseringen. Hästarna påminner mycket om den belgiska brabanthästen och har ganska korta ben men ovanligt stora och ovalformade ganascher. 

## Historia
Efter första världskriget började de mindre jordbruken runt kusterna i Holland att sakta byggas upp igen men hästbeståndet hade sjunkit till ett väldigt lågt antal. För att öka beståndet och skapa en häst som skulle passa terrängen importerade man brabant- och ardennerhingstar från Belgien som korsades med inhemska ston. Under första världskriget hade många stamtavlor för andra holländska raser förstörts och man jobbade nu snabbt på att ordna upp stamböcker åt hästarna och likaså för det holländska kallblodet. Men inga hästar fick stambokföras innan 1925 och var då tvungna att ha stamboksförd härstamning för att hålla de holländska kallbloden så rena som möjligt. 
Det holländska kallblodet blev snabbt populärt bland småbönderna och spreds snabbt, men under andra världskriget försvann många hästar och efterkrigstiden innebar att jordbruken mekaniserades och arbetshästarna blev snabbt överflödiga. 
Idag är rasen ganska ovanlig men den används dock fortfarande på mindre jordbruk vid kusterna, då hästarna passar bättre på de mjuka markerna än stora och tunga traktorer. För att intyga att hästarna är äkta måste de besiktigas vid två och ett halvt års ålder innan de får införas i stamboken. Varje hästs stamtavla kontrolleras även noggrant och identiteten måste även styrkas med en tydlig teckning av hur hästens tecken är placerade och hur eventuellt andra speciella kännetecken ser ut. Dessa teckningar ska styrkas av en kontrollant och en veterinär.

## Egenskaper
Det holländska kallblodet är en typisk kallblodshäst med grov kroppsbyggnad, bred manke och bred bröstkorg. Huvudet är medelstort med rak nosprofil och ganska små ögon och öron. Ganascherna är oftast större och mer ovala än hos andra hästraser och pannan är bred. Halsen är kort men inte speciellt bred eller kraftig som hos andra arbetshästar.  Benen är korta och grova med mycket kraftigt hovskägg. Mycket av inflytandet från brabanthästarna syns i rasen. 
De holländska kallbloden är även kända för att vara intelligenta och arbetsvilliga med ett mycket gott temperament. Hästarna är oftast bruna, fux eller gråskimmel, men det finns även svarta (något som är mer ovanligt). Hästarna är starka och kraftfulla men är även väldigt rörliga med bra, men ganska långsam aktion. Rasen är lugn, vänligt sinnad och lätthanterlig. 